# La Marquise

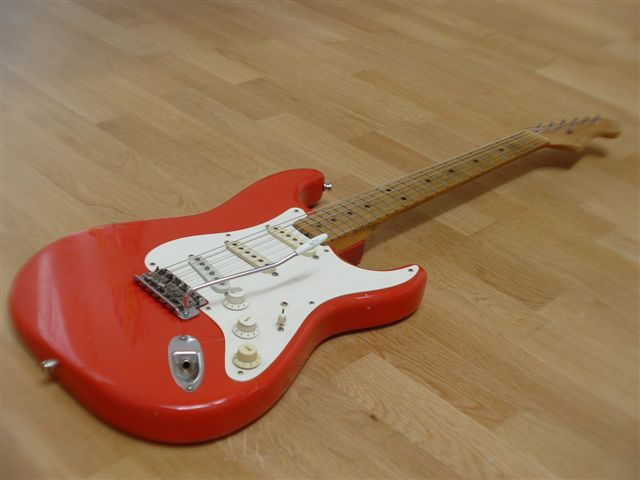
„La Marquise” – 1956 Fiesta Red Stratocaster

„La Marquise” egy híres Fender Stratocaster elektromos gitár, mely a francia gitáros Jean-Pierre Danel tulajdona.
A gitár egy rendkívül ritka 1956-os „Fiesta Red” Stratocaster. Azóta híres, mióta feltűnt Daniel átütő sikerű albumának, a Guitar Connectionnek borítóján. A gitár rendkívül sok alkalommal került színpadra, valamint TV-képernyőre az 1990-es évek óta. A hangszer sorozatszáma 11 218.
Daniel La Marquise mellett rendelkezik egy még ritkább Stratocasterrel: „Miss Daisy” egy 1954-es modell, mely az elsők között hagyta el a Fender fullertoni összeszerelő üzemét.